# ماتياس ليندغرين
ماتياس ليندغرين (بالسويدية: Mattias Lindgren)‏ هو مجدف سويدي، ولد في 30 مارس 1972 في دالارنا في السويد.

## وصلات خارجية
- ماتياس ليندغرين على موقع الاتحاد الدولي للتجديف (الإنجليزية)
- ماتياس ليندغرين على موقع أوليمبيديا (الإنجليزية)
- ماتياس ليندغرين على موقع اللجنة الأولمبية السويدية (السويدية)